# FK Chaskovo
FK Chaskovo (Bulgaars: ФК Хасково ) is een Bulgaarse voetbalclub uit de stad Chaskovo.

## Geschiedenis
De club werd in 1957 als Dimitar Kanev Chaskovo opgericht na een fusie van Torpedo, Spartak, Tsjerveno zname en SKNA Chaskovo. Deze vier clubs hadden de voorgaande jaren elk één seizoen in de tweede klasse gespeeld. De club promoveerde in 1957 naar de tweede klasse en degradeerde twee jaar later weer. Na een nieuwe promotie speelden ze onafgebroken van 1962 tot 1978 in de tweede klasse, sinds 1972 onder de naam FK Chaskovo. In 1978 promoveerde de club eindelijk naar de hoogte klasse, maar degradeerde ook meteen weer. Na drie jaar later promoveerde de club opnieuw en speelde nu drie seizoenen bij de elite. Na nog eenmalige terugkeringen in 1990/91 en 1992/93 slaagde de club er niet meer in terug te keren en zakte in 2001 zelfs naar de derde klasse voor het eerst sinds begin jaren zestig. De club keerde terug van 2005 tot 2008 en in 2013 en 2014 volgden twee promotie op rij waardoor de club terugkeerde naar de hoogste klasse na 21 jaar. De terugkeer was een ramp en de club kon slechts zeven punten vergaren. 
De club kreeg geen licentie voor de tweede klasse en de club trok zich helemaal terug uit de competitie. Na drie jaar werd de club heropgericht als FK Chaskovo 1957 en begon in de regionale competitie. Voor de start van het seizoen 2021/22 verhuisde de club Izvor Gorski Izvor naar Chaskovo en werd omgedoopt in FK Sajana Chaskovo. Kort daarna fuseerde de club hiermee. De club bleef onder de naam OFK Chaskovo wel nog jeugdteams opstellen. 